# Lifesblood for the Downtrodden
Lifesblood for the Downtrodden è l'ottavo album in studio del gruppo musicale sludge metal Crowbar, pubblicato l'8 febbraio 2005.

## Tracce
1. New Dawn – 3:59
2. Slave No More – 4:29
3. Angels Wings – 2:55
4. Coming Down – 5:19
5. Fall Back to Zero – 6:27
6. Underworld – 2:59
7. Dead Sun – 3:39
8. Holding Something – 4:08
9. Moon – 3:49
10. The Violent Reaction – 4:59
11. Lifesblood – 7:16

## Formazione
- Kirk Windstein - voce e chitarra
- Steve Gibb - chitarra
- Rex Brown - basso, sintetizzatore, chitarra
- Craig Nunenmacher - batteria